# Kiyoko Ono
Pour les articles homonymes, voir Kiyoko et Ono.
Kiyoko Ono (小野 清子, Ono Kiyoko), née le 4 février 1936 à Iwanuma et morte le 13 mars 2021 à Tokyo, est une gymnaste artistique et femme politique japonaise. Médaillée de bronze aux jeux olympiques de Tokyo en 1964, elle rejoint ensuite le Parti libéral-démocrate, qu'elle représente à la Chambre des conseillers du Japon jusqu'en 2007, après avoir été nommée au gouvernement Koizumi I en 2003.
Ono commence la gymnastique dès le lycée, elle progresse jusqu'au championnat du monde de 1962 et les jeux olympiques de 1964, où elle devient la première médaillée olympique de l'histoire de la gymnastique artistique féminine japonaise. Après sa retraite sportive en 1964, elle reste très impliquée avec son mari Takashi Ono dans la promotion du sport à la jeunesse japonaise. Elle commence sa carrière politique par la suite en 1986.
Pionnière en politique, elle devient la première athlète médaillée à siéger à la Diète du Japon, mais devient également la première femme à diriger la Commission nationale de sécurité publique. Ono continue à s'impliquer dans le domaine sportif, et devient également la vice-présidente du Comité olympique japonais.

## Jeunesse et études

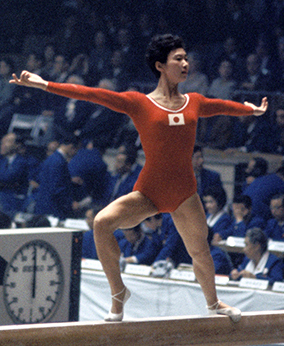
Ono en 1964, lors des jeux olympiques de Tokyo.

Ono naît le 4 février 1936 à Iwanuma, dans la préfecture de Miyagi,. Son père décède alors qu'elle n'a que trois mois, et sa famille et elle déménage dans la ville d'Akita, chez un oncle. Alors qu'elle est collégienne, elle rejoint l'équipe de volley-ball de son collège. Son entraîneur, également entraîneur de gymnastique, lui propose d'essayer. Elle apprécie, et participe par la suite à différents concours inter-lycées et championnats nationaux.
Elle effectue ses études supérieures à l'Université de Tsukuba,.

## Carrière sportive
En parallèle de ses études, Ono continue la gymnastique et remporte plusieurs tournois inter-universitaires. À cause d'une blessure, elle ne se qualifie pas aux jeux olympiques d'été de 1956, à Melbourne, mais continue la gymnastique. Elle se qualifie néanmoins au jeux olympiques d'été de 1960 à Rome, avec son mari, où elle termine à la quatrième place par équipe.
Elle est médaillée de bronze par équipes aux Championnats du monde de gymnastique artistique 1962 à Prague. Après une absence due à la grossesse de son deuxième enfant, elle revient aux jeux olympiques d'été de 1964 à Tokyo et obtient la médaille de bronze par équipes ; il s'agit de la première médaille olympique remportée de l'histoire de la gymnastique artistique féminine japonaise,,.
Ono et son mari se retirent de la compétition en 1964, et contribuent tous deux à entraîner et promouvoir le sport dans la jeunesse japonaise depuis, ayant ouvert plusieurs clubs de sport privés,. Parallèlement, elle devient la première femme à occuper le poste de vice-présidente du Comité olympique japonais. Ils entrainent notamment Hiroyuki Konishi, gymnaste qui représente le Japon lors des jeux olympiques d'été de 1988 à Séoul, où il remporte une médaille de bronze.

### Palmarès

#### Jeux olympiques
Tokyo 1964
- médaille de bronze au concours par équipes

#### Championnats du monde
Prague 1962
- médaille de bronze au concours par équipes

## Carrière électorale
Membre du Parti libéral-démocrate, Ono se présente pour la première fois à un scrutin national en 1986, lors des élections à la Chambre des conseillers du Japon de la même année (en), représentant la circonscription électorale de Tokyo. Elle gagne son siège à la Chambre des conseillers, et fait son entrée à la Diète du Japon la même année. Ono devient ainsi la première athlète médaillée à faire son entrée au parlement japonais.
Elle est réélue lors des élections à la Chambre des conseillers du Japon de 1992 (en), mais ne parvient pas à conserver son siège lors de celles de 1998. Elle fait néanmoins un retour à la Chambre des conseillers en 2001, cette fois au scrutin proportionnel national, jusqu'en 2007.
En 2003, Ono fait son entrée au sein du gouvernement Koizumi I et devient la première femme à diriger la Commission nationale de sécurité publique, un organisme gouvernemental chargé de prévenir et de gérer les catastrophes naturelles, ainsi que les incidents liés aux produits de consommation.

## Retraite et mort

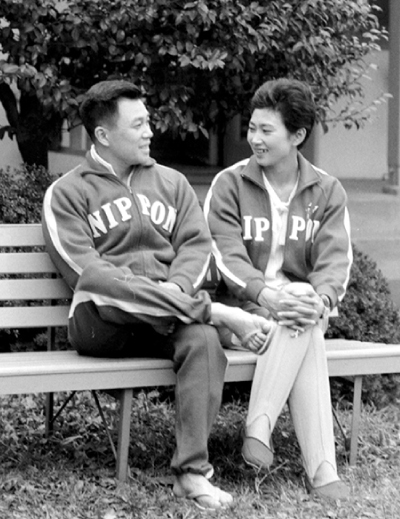
Ono et son mari Takashi Ono en 1964.

Après sa retraite de la politique nationale, Ono reste impliquée dans les milieux sportifs, associatifs et politiques. Elle est notamment la première femme présidente du Japan Sport Council (de).
Ono reçoit le Grand Cordon du Soleil Levant en 2008. Elle reçoit également la distinction de l'Ordre olympique en 2016, en reconnaissance de ses contributions pour le monde olympique, et sportif dans un sens plus large.
Hospitalisée pour une fracture à cause d'une d'une chute à son domicile, elle contracte le Covid-19 et meurt le 13 mars 2021 à l'âge de 85 ans, après une soudaine aggravation de sa condition,.

## Prises de position
Durant son mandat parlementaire, Ono œuvre pour la promotion du sport au plus grand nombre, et est notamment à l'origine de plusieurs lois visant à favoriser la création d'associations sportives. Elle est également à l'origine de la loterie sur les paris sportifs de football japonais, la loterie Toto,.
Ono est également une pionnière du mouvement des « mamans athlètes », militantes se battant pour un meilleur accompagnement des mères dans le sport, pour ne pas avoir à choisir entre leur carrière sportive et leur vie de famille,.

## Vie privée
Kiyoko Ono est l'épouse du gymnaste multi-champion olympique Takashi Ono, de quatre ans son aîné, avec lequel elle a cinq enfants. Takashi rencontre Kiyoko lors d'un championnat national auquel il vient assister en 1952, juste après les Jeux olympiques d'Helsinki, auxquels il a participé. Le couple se marie en 1958.